# Kågeröds landskommun
Kågeröds landskommun var en tidigare kommun i dåvarande Malmöhus län.

## Administrativ historik
Kommun bildades när Sveriges kommuner inrättades år 1863 av Kågeröds socken i Luggude härad i Skåne. 
Vid kommunreformen 1952 bildade den storkommun genom sammanläggning med de tidigare kommunerna Stenestad och Halmstad, varav Stenestad är i Södra Åsbo härad och övriga i Luggude härad.
1969 uppgick hela kommunen i Svalövs landskommun som 1971 blev Svalövs kommun.
Kommunkod var 1208.

### Kyrklig tillhörighet
I kyrkligt hänseende tillhörde kommunen Kågeröds församling. Den 1 januari 1952 tillkom Halmstads församling och Stenestads församling.

## Geografi
Kågeröds landskommun omfattade den 1 januari 1952 en areal av 123,28 km², varav 122,64 km² land.

### Tätorter i kommunen 1960
I Kågeröds landskommun fanns tätorten Kågeröd, som hade 920 invånare den 1 november 1960. Tätortsgraden i kommunen var då 38,3 procent.

## Näringsliv
Vid folkräkningen den 31 december 1950 var befolkningen i kommunens huvudnäring uppdelad på följande sätt:
- 54,8 procent av befolkningen levde av jordbruk med binäringar
- 25,1 procent av industri och hantverk
- 6,5 procent av handel
- 5,1 procent av samfärdsel
- 3,1 procent av offentliga tjänster m.m.
- 2,4 procent av husligt arbete
- 1,3 procent av gruvbrytning
- 1,6 procent av ospecificerad verksamhet.

Av den förvärvsarbetande befolkningen jobbade bland annat 49,9 procent med jordbruk och boskapsskötsel. 90 av förvärvsarbetarna (8,6 procent) hade sin arbetsplats utanför kommunen.

## Politik

### Mandatfördelning i valen 1938-1966
| 10 | 2 | 6 | 2 |

| 20 |

| 10 | 10 |

| 20 |

| 10 | 10 |

| 20 |

| 15 | 14 | 4 | 2 |

| 35 |

| 15 | 11 | 4 | 5 |

| 33 |

| 13 | 14 | 2 | 6 |

| 29 | 6 |

| 14 | 12 | 3 | 6 |

| 31 |

| 14 | 12 | 4 | 5 |

| 32 |